# Ниссин-мару
«Ниссин Мару» (яп. 日新丸) — судно японской китобойной флотилии. Плавучий рыбозавод китобоев и единственное в мире судно, перерабатывающее китовое мясо. Судно
является самым крупным во флотилии и на его борту находится флагман китобоев Нисиваки Сигетоси. Судно принадлежит токийской компании Kyodo Senpaku Kaisha Ltd и базируется в порту города Симоносеки.

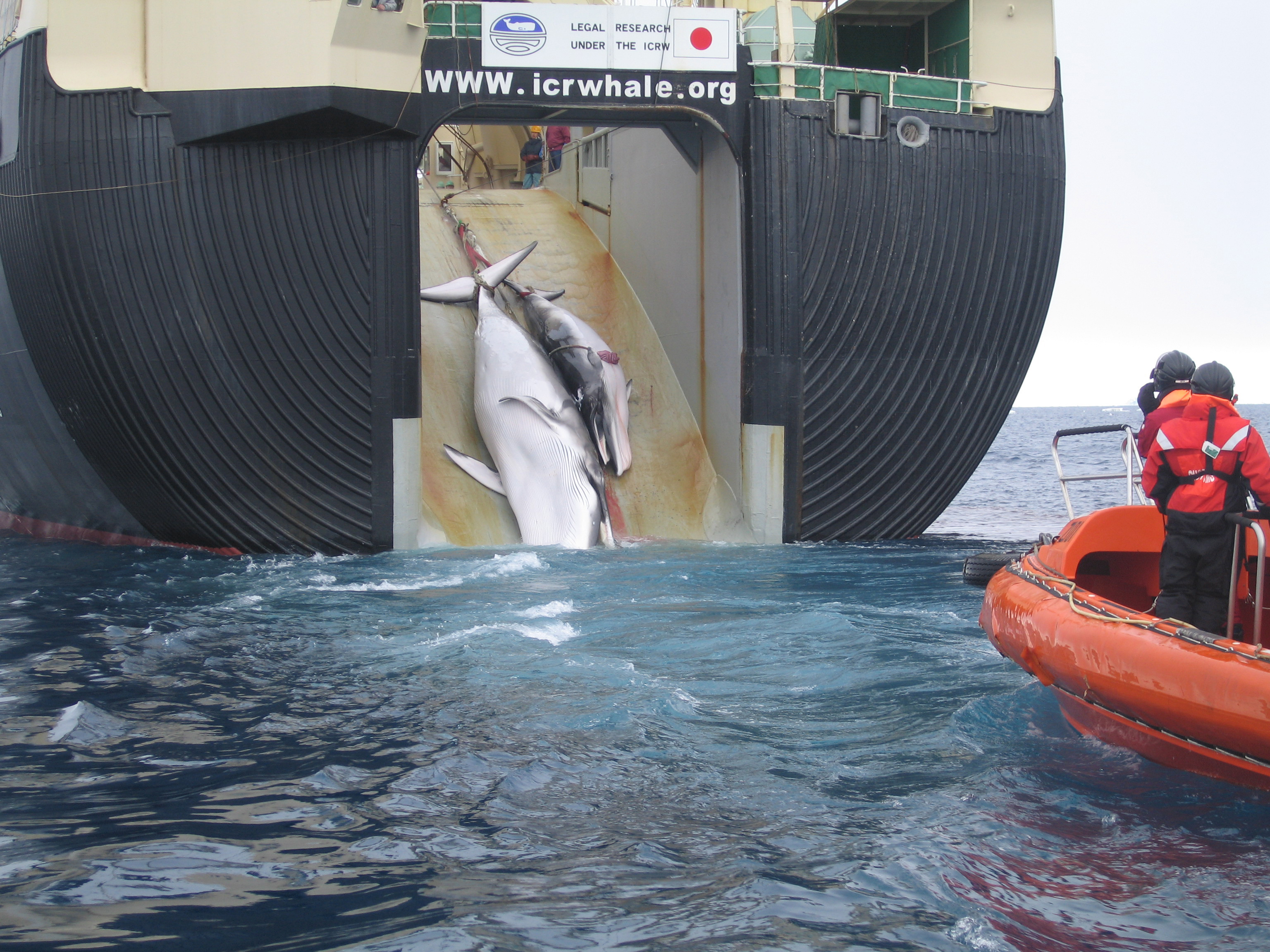
Погрузка 2х туш - матери с детенышем малого полосатика. Видна надпись "Легальные исследования для Института исследования китообразных"

## История

### Пожар на судне
15 февраля 2007 года на «Ниссин Мару» произошёл крупный пожар в антарктических водах. Один из членов экипажа погиб в огне
. Крис Картер обратился к спасателям с просьбой в срочном порядке отбуксировать корабль, ссылаясь на то, что утечка топлива с «Ниссин Мару» может навредить пингвинам Адели, крупное лежбище которых находится на мысе Адэр.